# 서부히스밭쥐
서부히스밭쥐(Phenacomys intermedius)은 비단털쥐과에 속하는 설치류의 일종이다. 북아메리카 서부에서 발견된다. 최근까지 동부히스밭쥐(Phenacomys ungava)는 서부히스밭쥐의 아종으로 간주되었다. 겉모습이 아메리카밭쥐와 유사하다. 짧은 귀와 아랫면이 연한 색을 띠는 짧고 가는 꼬리를 갖고 있다. 갈색의 길고 부드러운 털을 지니고 있으며, 하체는 은빛 회색을 띤다. 몸길이는 14cm이고 꼬리 길이는 3.5cm, 몸무게는 약 40g이다.
고산 초원 지대와 개활지 관목 지대, 건조림에서 발견되며, 브리티시컬럼비아주, 유콘 준주, 미국 서부의 물가에 주로 서식한다. 여름에는 지하 굴 속에서 살고, 겨울에는 눈 아래 굴 속에서 산다. 연중 사용하기 위해 먹이를 저장한다. 여름에는 식물 잎과 열매를 먹고, 겨울에는 나무껍질과 싹을 먹으며 씨앗과 균류를 먹기도 한다. 포식자는 올빼미와 매, 육식성 포유류 등이다. 암컷은 풀 속에 둥지를 만들고 2~9마리의 새끼를 두세번 낳는다. 연중 활동적이고 해가 뜨거나 질 때 주로 활동을 한다. 개체수는 숲 벌목 때문에 분포 지역 일부에서 감소 추세를 보인다.